# Autocorrectie
Autocorrectie is een functie in veel besturingssystemen en kantoorsoftware waarmee (veel)voorkomende fouten met ingetypte tekst automatisch worden gecorrigeerd. Het kan gaan om spelfouten, maar het komt ook voor dat de software automatisch aanhalingstekens verandert in het juiste type voor de ingestelde taal, of specifieke tekenreeksen verandert in speciale tekens.
Zo wordt dan Hte veranderd in Het, en (r) in het handelsmerkteken ®.
Ongewenste neveneffecten kunnen ook optreden. In Engelstalige kantoorsoftware werd lange tijd het woord cooperation (samenwerking) niet herkend als er geen koppelteken was aangebracht (co-operation) en de software 'verbeterde' cooperation automatisch in Cupertino, een plaats in de Amerikaanse deelstaat Californië.
Een verwante functie is de automatische aanvulling, waarbij de software een of meer suggesties geeft voor het verdere verloop van een woord of zin, gebaseerd op wat de gebruiker eerder al heeft ingetikt.